# Вид Бодирожа Вицука
Вид Бодирожа Вицука (Каменица, код Дрвара 1919 — Томпојевци, код Вуковара, 17. јануар 1945), учесник Народноослободилачке борбе и народни херој Југославије.

## Биографија
Рођен је 1919. године у селу Каменица, код Дрвара.
До почетка Другог светског рата радио је као физички радник у фабрици целулозе у Дрвару.
Учесник је Народноослободилачког рата од 1941. године. Почетком 1942. године је примљен у чланство Комунистичке партије Југославије (КПЈ). Био је командант Четврте крајишке ударне бригаде.
Погинуо је у борбама на Сремском фронту, 17. јануара 1945. године у близини села Томпојевци, код Вуковара. Сахрањен је у заједничкој гробници бораца НОВЈ на сеоском гробљу у Томпојевцима, где им је подигнут споменик.
Указом Президијума Народне скупштине Федеративне Народне Републике Југославије, 5. јула 1951. године, проглашен је за народног хероја.